# Oficiul Național al Denumirilor de Origine pentru Vinuri
Oficiul Național al Denumirilor de Orgine pentru Vinuri (ONDOV) este o instituție publică din România, cu personalitate juridică, înființată în anul 2002 și aflată în subordinea Ministerului Agriculturii, Pădurilor și Dezvoltării Rurale.
ONDOV elaborează normele tehnice pentru producerea vinurilor cu denumire de origine controlată și a vinurilor cu indicație geografică, cu consultarea Oficiului Național al Viei și Vinului (ONVV) și a organizațiilor de producători de vinuri din arealul vizat.
De asemenea, eliberează autorizația de producător de struguri destinați obținerii de vinuri cu denumire de origine controlată, precum și certificatele de atestare a dreptului de comercializare pentru vinurile cu denumire de origine controlată.